# محفظة ليبيا أفريقيا للاستثمار
محفظة ليبيا أفريقيا للاستثمار(LAIP)، هي محفظة استثمارية وشركة قابضة وطنية تتمتع بالسمات المميزة لصناديق الثروة السيادية، وقد تم إنشاؤها بموجب القرار رقم (15) من اللجنة الشعبية العامة (سابقًا) بتاريخ 6 فبراير 2006، وقد بدأت نشاطها من العاصمة طرابلس برأس مال نقدي قدره خمسة مليارات دولار، ورأس مال عيني قيمته 392 مليون دولار، مستهدفةً القارة الإفريقية كوجهة أساسية، مع التركيز على الأسواق الأوروبية خلفها، بهدف تحقيق تنوع استثماري وجذب المزيد من الخبرات إلى السوق المحلي.

## السياسة
ابتداءً من عام 2022، اعتمد مجلس إدارة المحفظة سياسة استثمارية تهدف إلى توجيه الجهود نحو السوق الليبي، لدعم هيكل الاقتصاد الوطني بشكل مباشر وفعّال، مع الحفاظ على دور المحفظة بالخارج.

## الرؤية
- الرؤية: تهدف محفظة ليبيا أفريقيا للاستثمار إلى تحقيق التنمية المستدامة ودعم الاقتصاد الليبي من خلال استثمارات استراتيجية تساهم في تنمية القطاعات الحيوية. [3]
- الرسالة: تسعى محفظة ليبيا أفريقيا للاستثمار إلى تنمية واستثمار الموارد المالية وخلق مصادر دخل جديدة من خلال استراتيجية مستدامة. تركز المحفظة على تنويع استثماراتها في مختلف القطاعات، مع تعزيز المشاريع ذات القيمة المضافة العالية، والعمل على جذب الاستثمارات الأجنبية وتنويع الصادرات غير النفطية. كما تعمل على تتطبيق الحوكمة الرشيدة والالتزام بالمعايير الدولية لتحقيق الشفافية وتعزيز النمو الاقتصادي. [3]

## التوجه
اتخذت ليبيا أفريقيا للاستثمار مسارًا استثماريًا يهدف إلى الحفاظ على التوازن الاستراتيجي بين تنوع المصادر وتقليل المخاطر، من خلال دمج استثمارات مباشرة وغير مباشرة. فقد توجهت نحو التملك الكلي والجزئي لرأس مال الشركات، مع تخصيص جزء من الأموال المملوكة لشراء أسهم وسندات مُصدرة من قنوات مالية تمتلك أصولًا متنوعة في الأسواق العالمية، وذلك عبر شركات مملوكة للمحفظة أو متعاقدة معها. 

## الحوكمة[5]
محفظة ليبيا أفريقيا للاستثمار تتبع هيكلًا إداريًا يتكون من مجلس إدارة مكون من خمسة أعضاء، ويرأس المجلس منذ عام 2022 السيد مصطفى أبوفناس، الذي شغل منصب وزير الاقتصاد الليبي في الفترة ما بين 2012 إلى 2014. يتحمل المجلس مسؤولية وضع الاستراتيجيات العامة وتحديد الأهداف طويلة المدى، إضافة إلى مراقبة الأداء وضمان تحقيق الأهداف. كما يتخذ المجلس قرارات استراتيجية بشأن الاستثمار والنمو، ويشرف على المخاطر ويضمن تطبيق الحوكمة الرشيدة. ويعمل المجلس مدعومًا بثلاث لجان رئيسية: لجنة الاستثمار، لجنة المخاطر والامتثال، ولجنة الترشيحات والمكافآت. 
تقوم الإدارة التنفيذية بترجمة أهداف المحفظة إلى أعمال ملموسة عبر تنفيذ استراتيجيات مجلس الإدارة التي تُترجم إلى خطط قابلة للتطبيق، كما تشارك في تطوير الرؤى من خلال تقديم المقترحات والتوصيات، والمشاركة في نقاشات مع مختلف أعضاء الهيكل التنظيمي. ويشرف على الإدارة التنفيذية مدير عام متفرغ يتولى مسؤولية تنفيذ الاستراتيجية اليومية للمحفظة وتحقيق أهدافها، بالإضافة إلى توجيه كافة الإدارات والأقسام. كما تضم المحفظة فريق عمل متكامل من مديري إدارات وكوادر وظيفية مؤهلة. 

## القيمة
تأسست محفظة ليبيا أفريقيا للاستثمار برأس مال قدره 5.3 مليار دولار، إلا أنه وبموجب قرارات سيادية تم تخفيض رأس المال بمقدار 1.5 مليار دولار، مما أسفر عن انخفاض القيمة الدفترية لرأس المال إلى 3.8 مليار دولار. ووفقًا للتقييم الأخير الذي أُجري في عام 2019، فإن القيمة العادلة لأصول المحفظة تُقدر بـ 2.2 مليار دولار.

## التنوع
تتنوع استثمارات محفظة ليبيا أفريقيا للاستثمار لتشمل العديد من القطاعات الاقتصادية الحيوية، منها:
1. قطاع النفط والغاز:
تمتلك محفظة ليبيا أفريقيا للاستثمار شركتين متخصصتين في تسويق وتوزيع النفط والغاز، وقد حرصت على أن تلعب دورًا استراتيجيًا في هذا القطاع داخل ليبيا وخارجها في العديد من الدول الإفريقية. في الداخل، تقدم خدماتها عبر شركة "Oilibya"، حيث تغطي شبكة واسعة من المحطات تصل إلى 320 محطة، ما بين مملوكة وخاصة. أما خارج ليبيا، فتمتد استثماراتها إلى 17 دولة أفريقية من خلال مجموعة أولى إنرجي، التي تدير 1300 محطة وتشارك في قطاع الطيران عبر تواجدها في 50 مطارًا، إلى جانب امتلاكها 7 مصانع لخلط وتعبئة زيوت محركات السيارات. وتسعى المحفظة أيضًا إلى توطين صناعة المشتقات النفطية في ليبيا، بما في ذلك إقامة مصنع لإنتاج مادة البيتومين.
2. قطاع السياحة والإنشاءات:
تعتبر السياحة من القطاعات الحيوية التي تستثمر فيها المحفظة، إدراكًا منها لأهمية هذا القطاع في تحقيق التنمية المستدامة في إفريقيا. تشارك المحفظة في السياحة والعقارات عبر 24 شركة تابعة للشركة الليبية للاستثمارات الأفريقية (LAICO)، وتملك 21 فندقًا بإجمالي 3500 غرفة في أكثر من 20 دولة، إضافة إلى ثلاث قرى سكنية في زامبيا وتشاد وبنين. كما تسعى المحفظة إلى تطوير مجال السياحة والفنادق والمنتجعات في إفريقيا، بهدف تعزيز التنوع البيئي والثقافي في القارة.
3. قطاع الزراعة:
تستثمر المحفظة في الأراضي الزراعية في إفريقيا من خلال الشركة الليبية للاستثمارات الأفريقية وشركة لاب أوفرسيز. تمتلك المحفظة أراضٍ واسعة في إفريقيا وتزرع محاصيل متنوعة مثل الأرز، القمح، والبن. تشمل أبرز استثمارات المحفظة في هذا القطاع الشركة الليبية الموزمبيقية الزراعية (LAP Ubuntu) التي تعمل على إعادة تشغيل مشروع زراعة الأرز على مساحة 20 ألف هكتار في موزمبيق، بالإضافة إلى مشاريع أخرى في مالي وغينيا.
4. قطاع الصناعة:
تستثمر المحفظة في العديد من الصناعات، مثل صناعة عصائر الفاكهة عبر شركة "سالجيديا"، التي تمتلك مصنعًا متخصصًا في هذا المجال. كما تمتلك المحفظة استثمارًا في صناعة الكاجو في غينيا بيساو. بالإضافة إلى استحواذها على الشركة الوطنية للتبغ والكبريت في مالي، حيث تسعى المحفظة إلى توسيع استثماراتها في كلا القطاعين الزراعي والصناعي لدعم تنمية المجتمعات الإفريقية.
5. قطاع الاتصالات:
تولي المحفظة اهتمامًا كبيرًا بالاستثمار في الاتصالات وتكنولوجيا المعلومات. تمتلك المحفظة شركة راسكوم ستار قاف (RASCOM)، التي تساهم في توفير خدمات اتصالات عبر القمر الصناعي "قاف 1"، الذي يغطي إفريقيا وأوروبا والشرق الأوسط، كما تعمل المحفظة على تطوير استثماراتها التقنية من خلال شركة "LAPTECH" لتعزيز التجارب التكنولوجية الوطنية.
6. الاستثمارات المالية والمحافظ الاستثمارية:
تعتبر محفظة ليبيا أفريقيا للاستثمار من كبار المستثمرين في المحافظ الاستثمارية، حيث تمتلك استثمارات بقيمة 1.015 مليار دولار أمريكي حتى نهاية 2023. تشمل هذه الاستثمارات صناديق استثمارية مثل "Platinum" بقيمة 50 مليون دولار، و"Palladyne" بقيمة 200 مليون دولار، بالإضافة إلى صناديق استثمارية تدار من قبل شركة سيلفيوم بقيمة 512 مليون دولار. تدير الشركة النسبة الأكبر من هذه الاستثمارات، وتعد من الأذرع الاقتصادية المهمة للمحفظة في لندن، حيث تسهم في خلق تنوع استثماري متزن.

## الشركات
تلعب الشركات التابعة لمحفظة ليبيا أفريقيا للاستثمار دورًا هامًا في تحقيق الأهداف الاستثمارية، وتُساهم في تعزيز مكانة المحفظة كصندوق استثماري وطني يدعم الاقتصاد الليبي. وأهم الشركات التابعة: [بحاجة لمصدر]
- شركة الليبية للاستثمارات الأفريقية (لايكو): شركة قابضة تمتلك حصصًا في العديد من الشركات في مختلف القطاعات الاقتصادية في إفريقيا.
- شركة أولي إنرجي القابضة: شركة متخصصة في تسويق وتوزيع النفط والغاز، وتُعدّ من أكبر الشركات الموزعة للنفط في إفريقيا.
- شركة راسكوم ستار - قاف: شركة متخصصة في مجال الاتصالات وتكنولوجيا المعلومات، وتُقدم مجموعة واسعة من خدمات الاتصالات السلكية واللاسلكية.
- شركة سيلفيوم: شركة متخصصة في مجال إدارة الأصول.
- شركة لاب موريشيوس: شركة قابضة مسجلة في موريشيوس، وتتبعها عدة شركات من أبرزها شركة أولى إنرجي، شركة راسكوم ستار قاف، وشركة لاب أوفرسيز.
- شركة ليبيا للنفط المشتركة: شركة مشتركة بين محفظة ليبيا أفريقيا للاستثمار وشركة أولى إنرجي التابعة، وتعمل في مجال تسويق وتوزيع النفط والغاز في ليبيا.
- شركة لاب تك: شركة مساهمة تقدم خدمات شاملة في مجال تقنية المعلومات والاتصالات في ليبيا.

## المشاريع
بموجب محضر التسوية الموقع مع صندوق الاستثمار الداخلي، نجحت المحفظة في استعادة عدد من المشروعات المهمة، وهي:
- ميناء مليته للخدمات النفطية
- مصنع أسمنت مصراتة
- مصفاة زوارة لتكرير النفط

وفي 19 ديسمبر 2024، تم توقيع محضر تسليم واستلام أرض "مشروع النعام" في تاجوراء بين محفظة ليبيا أفريقيا للاستثمار واللواء 51 مشاة. الأرض التي تبلغ مساحتها 243.94 هكتارًا، مُسجلة باسم المحفظة وفقًا للشهادة العقارية. تسعى المحفظة لإقامة مدينة تجارية خدمية على الأرض بما يتماشى مع خطة حكومة الوحدة الوطنية.

### مشاريع قيد الإنشاء
- مشروع مصنع البيتومين: في مستهل عام 2024، تم توقيع اتفاقية في إسطنبول لإنشاء مصنع لإنتاج مادة البيتومين، التي تعد المكون الأساسي للأسفلت، ويهدف المشروع إلى إنتاج 500 طن يوميًا، كما يشمل المشروع تصنيع الآلات في أمريكا، بالإضافة إلى تخصيص 3 هكتارات لبناء المصنع.[12]
- مشروع طريقي العبور: في الثالث من ديسمبر 2024، عقدت محفظة ليبيا أفريقيا للاستثمار اجتماعًا مع وزارة المواصلات لمناقشة تنفيذ مشروع "طريق العبور" بين مصراتة - تمنهنت - اغاديس، وطريق بنغازي - الكفرة - السودان. المشروع يهدف إلى تعزيز التجارة الإقليمية وتحسين البنية التحتية للنقل بين ليبيا ودول الجوار. يتيح القرار للمحفظة طرح المشروع للاستثمار بنظام (بناء - تشغيل - تسليم) أو عبر شراكات مع شركات محلية ودولية، بعد اعتماد نتائج دراسات الجدوى الفنية والاقتصادية من قبل وزير المواصلات.[13]